# Nothopsyche bilobata
Nothopsyche bilobata là một loài Trichoptera trong họ Limnephilidae. Chúng phân bố ở miền Cổ bắc.